# Salvins prion
Salvins prion (Pachyptila salvini) is een vogel uit de familie van de stormvogels en pijlstormvogels (Procellariidae). Het is een zeevogel van het zuidelijk halfrond. De naam is een eerbetoon aan de Britse zoöloog Osbert Salvin.

## Kenmerken
De lichaamslengte bedraagt 25 tot 28 cm en de spanwijdte 57 tot 58 cm.

## Leefwijze
Het voedsel bestaat uit schaaldieren, vooral vlokreeftjes en krill, maar ook inktvis en vis.

## Verspreiding en leefgebied
Deze soort broedt in het zuidwesten van de Indische Oceaan op de Prins Edwardeilanden en de Crozeteilanden. Buiten de broedtijd verspreiden ze zich over het hele zuidelijke deel van de Indische Oceaan van Zuid-Afrika tot Australië en tot Nieuw-Zeeland.

## Status
De grootte van de populatie is in 2004 geschat op 12 miljoen vogels. Op de Rode lijst van de IUCN heeft deze soort de status niet bedreigd.